# هاري بيل (ممثل)
هاري بيل (بالألمانية: Harry Piel )‏ (و. 1892 – 1963 م) هو مخرج أفلام، ومنتج أفلام، وكاتب سيناريو، وممثل أفلام ألماني، ولد في دوسلدورف، كان عضوًا في الحزب النازي، كان عضوًا في شوتزشتافل، توفي في ميونخ، عن عمر يناهز 71 عاماً.

## وصلات خارجية
- هاري بيل على موقع IMDb (الإنجليزية)
- هاري بيل على موقع مونزينجر (الألمانية)
- هاري بيل على موقع ألو سيني (الفرنسية)
- هاري بيل على موقع أول موفي (الإنجليزية)
- هاري بيل على موقع قاعدة بيانات الأفلام السويدية (السويدية)
- هاري بيل على موقع قاعدة بيانات الفيلم (الإنجليزية)
- هاري بيل على موقع كينوبويسك (الروسية)